# بيلا فيستا دو تولدو
بيلا فيستا دو تولدو (بالبرتغالية: Bela Vista do Toldo‏)؛ بلدية في ولاية سانتا كاتارينا في المنطقة الجنوبية من البرازيل.